# Magyarország az 1998-as rövid pályás úszó-Európa-bajnokságon
Magyarország az angliai Sheffieldben megrendezett 1998-as rövid pályás úszó-Európa-bajnokság egyik részt vevő nemzete volt. A magyar csapat ezen a versenyen szerepelt először rövid pályás úszó-Európa-bajnokságon.

## Eredmények

### Férfi
| Versenyző        | Versenyszám    | Előfutam | Előfutam | Előfutam | Döntő   | Döntő    |
| Versenyző        | Versenyszám    | Idő      | Hely.    | Össz.    | Idő     | Helyezés |
| ---------------- | -------------- | -------- | -------- | -------- | ------- | -------- |
| Szilágyi Zoltán  | 200 m gyors    | 1:50,64  |          | 22.      | kiesett | kiesett  |
| Szilágyi Zoltán  | 400 m gyors    | 3:56,35  |          | 16.      | kiesett | kiesett  |
| Kerékjártó Tamás | 100 m vegyes   | 57,57    |          | 19.      | kiesett | kiesett  |
| Kerékjártó Tamás | 200 m vegyes   | 2:00,59  |          | 10.      | kiesett | kiesett  |
| Kerékjártó Tamás | 400 m vegyes   |          |          |          | kizárva | kizárva  |
| Kovács Péter     | 1500 m gyors   | 15:41,36 |          | 10.      | kiesett | kiesett  |
| Kovács Péter     | 200 m pillangó | 2:02,68  |          | 21.      | kiesett | kiesett  |
| Tószegi Márton   | 400 m gyors    | 4:04,55  |          | 21.      | kiesett | kiesett  |
| Tószegi Márton   | 400 m vegyes   | 4:36,21  |          | 21.      | kiesett | kiesett  |